# Das Volk (1946–1954)
Das Volk (Organ der Sozialdemokratischen Partei Badens) war eine von 1946 bis 1954 erscheinende Zeitung in der französischen Besatzungszone und dem Land Baden. 1954 wurde sie durch die Südwestrundschau abgelöst, die bis 1961 erschien.

## Geschichte
Die französische Pressepolitik orientierte sich zunächst am amerikanischen Vorbild der überparteilichen Zeitungen. 1947 wechselte die Militärregierung zu einer stärkeren Einbeziehung der politischen Parteien in die Presselandschaft. Als überparteiliche Zeitungen sollten nur Südkurier, Badische Zeitung und Schwäbisches Tagblatt bestehen bleiben. Zeitlich parallel zur SPD-Zeitung Das Volk entstanden in Südbaden die liberale Zeitung Das neue Baden, Südwestdeutsche Volkszeitung für die CDU und Unser Tag für die KPD. Die Auflagen richteten sich nach den Ergebnissen der Landtagswahlen vom 18. Mai 1947.
Die erste Ausgabe erschien am 3. Juli 1946, ein größerer Leitartikel seitens der badischen SPD in der neuen Zeitung fehlte jedoch. In den nächsten Jahren erschien die Zeitung in zwei Ausgaben pro Woche, und zwar am Dienstag und Samstag. Die Erscheinungstage konnten jedoch geringfügig variieren. Pro Ausgabe hatte die Zeitung zunächst vier bis acht Seiten. Neben überregionalen und internationalen Meldungen gab es in jeder Ausgabe zunächst unter dem Titel „Stimmen der Heimat“ und später „Aus unserem Verbreitungsgebiet“ regionale Meldungen aus Südbaden. Ab 1948 erschien „Das Volk“ in drei Ausgaben pro Woche, jeweils Dienstag, Donnerstag und Samstag.
Die Auflage sank stetig, sodass 1954 die Umfirmierung in Südwestrundschau erfolgte.